# 恋と国会
『恋と国会』（こいとこっかい）は、西炯子による日本の青年漫画。国会を舞台に、地下アイドルという過去を持つ山田一斗と、世襲政治家の海藤福太郎という、対照的な2人の新人議員の恋模様を描く。『週刊ビッグコミックスピリッツ』（小学館）において、2018年から連載中。2019年に第1巻が出版され、第1巻には「第2巻は2020年夏頃発売予定」とアナウンスされていたが、現在は長期休載中であり、2巻以降も出版されていない。

## あらすじ
内閣総理大臣経験者を父に持つ新人国会議員・海藤福太郎は、初登院の日、国会議事堂正門前で、かつて街角で自分とぶつかった女性と顔を合わせる。その女性は山田一斗といい、福太郎と同期当選の国会議員であった。
地下アイドルから政治家に転身した一斗は初日から常識外れの行動を見せ、それを見かねた福太郎は行きがかり上、彼女の面倒を見ることになる。

## 登場人物
山田 一斗（やまだ いっと）
本作の主人公であるが、出自や自身を公認させた人物、いかなる選挙運動を行っていたのかが描かれておらず、謎の多い人物として扱っている。東京1区選出の女性衆議院議員で、所属政党は与党の「大国民党」。年齢は25歳。
政治家になる前は地下アイドルとして活動しており、当時の仲間が日本社会に失望して自殺したことを機に、国民が日本を「まあまあいい国」と思えるようにしたいと政治の道を志した。性格は明るく、まっすぐだが、政治に関しては素人である。国会議員となった後も、党首への投票が求められる首班指名で自身に投票するなど永田町の常識に囚われない言動を見せる。
海藤 福太郎（かいとう ふくたろう）
本作のもう1人の主人公であり、基本的に彼の視点で描かれている。神奈川15区選出の男性衆議院議員で、所属政党は大国民党。年齢は25歳。政治家一族出身の三世議員で、内閣総理大臣経験者を父に持つ。その出自ゆえに政界の裏も表も知り尽くしており、不満を抱えつつも器用に政治家として振る舞っている。一斗とは議員に当選する前から因縁があり、当選後も彼女の面倒を見ている。
剣崎 速人（けんざき はやと）
北海道6区選出の男性衆議院議員。所属政党は野党の「みんみん党」。年齢は29歳。司法試験と医師国家試験に合格した経歴を持つ、キザな男。一斗や福太郎とは同じ選挙で初当選を飾った同期であり、型破りな一斗に興味を抱いたことがきっかけで、一斗や福太郎と交流を持つようになる。
大黒 栄介（おおぐろ えいすけ）
大国民党総裁であり、内閣総理大臣。自身の汚職疑惑で衆議院を解散、直後の総選挙で勝利を収める。
手嶋 賢介（てじま けんすけ）
大国民党幹事長。首班指名選挙での一斗の行動を注意した。
尾金 有人（おかね あると）
現職外務大臣。党の要職を歴任し、大国民党の最大派閥「尾金派」のトップに立ち、次期総裁候補と目される。

## 作風
本作は政治家の世界を舞台としたラブコメディであり、国会に関する情報を盛り込みつつストーリーが展開されている。特に一斗は政界の事情に通じていないという設定のキャラクターであり、本作は彼女の目線で物語を追うことで、政治のいろはを学ぶことができるという仕組みになっている。他方で、本作では世襲議員にもスポットが当てられており、彼らが抱える葛藤についても描写がなされている。
作者の西は主に少女漫画雑誌で作品を発表してきた漫画家であり、本作にも少女漫画のメソッドが取り入れられている。他方で、青年漫画雑誌の『週刊ビッグコミックスピリッツ』での連載ということを踏まえ、本作では政治家や政治家秘書経験者、ジャーナリストなど、多数の関係者に取材を行い、政治についてしっかり描写する方針がとられている。
一斗と福太郎のキャラクター設定については、まず庶民的なキャラクターとして一斗を創造し、その後、「『差』のある男女がつながっていくのが少女漫画のセオリー」という考えから、一斗と対照的なキャラクターとして福太郎を生み出したという。一方で2人の所属政党は同じであり、かつその政党は作中世界において与党という位置づけである。これは「権力の中枢に潜り込んでいかないと物事は変えられない」という考えに基づくものである。

## 制作背景
西によると、本作の原案は「女の子が総理大臣になる話」である。西は「大人の恋愛マンガの旗手」という評価を受けていたが、一方で、女性が総理大臣になる物語を読みたいという思いも抱いており、そこから、どうせなら自分で描こうと思い至ったのだという。掲載誌には当初、小学館の女性向け漫画雑誌『月刊フラワーズ』を考えていたが、政治を題材にした漫画は女子に避けられる、と反対に遭う。そんな折に『週刊ビッグコミックスピリッツ』編集部から声を掛けられ、同誌での連載に至った。
なお、掲載誌が当初の予定から変更されたことに伴い、本作は原案から「アプローチを少し変え」た作品となっている。具体的には、原案では政治の要素は恋物語の「味付け」に過ぎなかったが、知己の編集者から「青年誌の読者は知識を得ることに価値を感じる」とアドバイスを受け、政治についてしっかりと描写した上で恋物語を描くという方針に切り替えたという。

## 書誌情報
- 西炯子 『恋と国会』 小学館〈ビッグコミックス〉、既刊1巻（2019年11月29日現在）
  1. 2019年12月4日初版第1刷発行（2019年11月29日発売[小 1]）、ISBN 978-4-09-860399-2